# Hypostomus ancistroides
Hypostomus ancistroides är en fiskart som först beskrevs av Ihering, 1911.  Hypostomus ancistroides ingår i släktet Hypostomus och familjen Loricariidae. Inga underarter finns listade i Catalogue of Life.